# Hum Aapke Hain Koun..!
Pour plus de détails, voir Fiche technique et Distribution.
Hum Aapke Hain Koun..! (hindi: हम आपके हैं कौन, ourdou: ہم آپ کے ہیں کون, litt. : « Qui suis-je pour vous ? ») est un film indien de Bollywood réalisé en 1994 par Sooraj Barjatya. C'est l'un des plus gros succès de tous les temps au box office, avec une bande originale de Raam Laxman comprenant pas moins de 14 chansons et durant près de quatre heures. Le film narre l'histoire de deux familles en inter-relation avec Salman Khan et Madhuri Dixit. Il inspira Aditya Chopra et Karan Johar et fut doublé en telougou : Premalayam.

## Synopsis
C'est l'histoire de Prem (Salman Khan) et de Nisha (Madhuri Dixit). Prem apprend les ficelles des affaires sous l'aile de son frère Rajesh (Mohnish Behl) et de son oncle Kailashnath (Alok Nath). Dans une autre ville, Nisha est la chérie de sa sœur plus âgée, Pooja, et de ses parents professeurs Choudhary (Anupam Kher) et Kamladevi (Reema Lagoo). Le destin rapproche les deux familles lors du mariage de Rajesh et Pooja (Renuka Shahane). C'est également le moment où Prem rencontre Nisha, et tombe amoureux de cette fille insouciante. Mais le destin frappe un coup cruel avec la mort soudaine de Pooja. Le futur de son enfant nouveau-né est mis en difficulté. Ainsi Choudhary suggère que Nisha épouse Rajesh, son beau-frère et devienne la mère du bébé. L'amour est mis à l'épreuve. Nisha et Prem décident de sacrifier leur amour pour leur famille. Rajesh sera-t-il heureux du mariage une fois qu'il découvrira l'histoire d'amour de Prem et Nisha ? Nisha  pourra-t-elle aimer comme une mère l'enfant dont elle n'est que la tante ?

## Fiche technique
- Titre : Hum Aapke Hain Koun..!
- Réalisation : Sooraj R. Barjatya
- Production : Kamal Kumar Barjatya, Kamal Kumar Barjatya, Rajkumar Barjatya
- Scénario : Sooraj R. Barjatya
- Musique : Raam Laxman
- Photographie : Rajan Kinagi
- Montage : Mukhtar Ahmed
- Durée : 206 minutes
- Langage : hindi
- Pays de production : Inde
- Date de sortie : 5 août 1994

## Production
Le réalisateur/scénariste Sooraj Barjatya a consacré un an et neuf mois à l'écriture du scénario de Hum Aapke Hain Koun..!. Il a passé les cinq premiers mois à essayer d'écrire un autre Maine Pyar Kiya, mais a ensuite recommencé après que son père Rajkumar Barjatya lui ait suggéré de retravailler l'une des offres précédentes de la société familiale Rajshri Productions. Hum Aapke Hain Koun.. ! est ensuite devenu une adaptation libre de leur production de 1982 Nadiya Ke Paar. Barjatya a utilisé des numéros musicaux pour éviter de traiter certaines situations de manière clichée, ce qui a abouti à tant de chansons qu'il y a eu des plaintes lors des premières projections du film concernant sa longueur et le nombre de chansons. Le grand-père de Barjayta, le fondateur de la société Tarachand Barjatya, aimait tellement la chanson "Dhiktana" que le film a presque reçu ce titre. Barjatya a déclaré plus tard à India Abroad : "Ma tentative dans ce film a été de réexposer le public du cinéma à la quintessence de la vie de famille... non pas pour faire sentir aux gens qu'ils sont venus voir un film, mais pour qu'ils se sentent comme s'ils sont venus rendre visite à une grande famille commune qui prépare un mariage". L'histoire a été construite différemment de ce qui était populaire à l'époque. Il n'y avait pas de méchants, de violence ou de batailles entre le bien et le mal. De la conception au produit fini, le film a duré quatre ans. Madhuri Dixit a reçu un salaire de 27 540 000 ₹ pour avoir joué à Nisha.
Aamir Khan s'est initialement vu offrir le rôle de Prem, mais il a décliné l'offre car il n'était pas satisfait du scénario. Il est ensuite allé à Salman Khan.
Les producteurs/distributeurs exerçaient un niveau de contrôle supérieur à la normale sur leur travail. Il y avait une diffusion limitée, une nouvelle forme de publicité télévisée, des garanties contre le piratage vidéo et un retard dans la diffusion des bandes vidéo.

## Distribution
- Madhuri Dixit : Nisha Choudhury
- Salman Khan : Prem
- Mohnish Bahl : Rajesh
- Renuka Shahane : Pooja Choudhury
- Laxmikant Berde : Lalloo Prasad
- Priya Arun : Chameli
- Anupam Kher : Prof. Siddharth Choudhury
- Reema Lagoo : Mme Choudhury
- Alok Nath : Kailashnath
- Bindu : Tante
- Ajit Vachani : Oncle
- Satish Shah : Docteur
- Himani Shivpuri : Razia
- Sahila Chaddha : Rita
- Dilip Joshi : Bhola Prasad

## Récompenses
- Filmfare Award for Best Film
- Filmfare Award for Best Director - Sooraj R. Barjatya
- Filmfare Award for Best Actress in a leading role - Madhuri Dixit

## Musique
- Maye Ni Maye - Lata Mangeshkar
- Didi Tera Devar Deewana - Lata Mangeshkar, SP Balasubrahmanyam
- Mausam Ka Jaadu - Lata Mangeshkar, SP Balasubrahmanyam
- Chocolate Lime Juice - Lata Mangeshkar
- Joote Dedo, Paise Lelo - Lata Mangeshkar, SP Balasubrahmanyam
- Pehla Pehla Pyar - SP Balasubrahmanyam
- Dhiktana - SP Balasubrahmanyam
- Babul - Sharda Sinha
- Mujhse Juda Hokar - Lata Mangeshkar, SP Balasubrahmanyam
- Samdhi Samdhan - Lata Mangeshkar, Kumar Sanu
- Hum Aapke Hain Koun - Lata Mangeshkar, SP Balasubrahmanyam
- Wah Wah Ramji - Lata Mangeshkar, SP Balasubrahmanyam
- Lo Chali Main - Lata Mangeshkar
- Dhiktana - Lata Mangeshkar, SP Balasubrahmanyam, Udit Narayan, Shailender Singh